# Carlton Scroop
Carlton Scroop est une paroisse civile et un village du Lincolnshire, en Angleterre.